# Iman Mobali
Iman Mobali (* 3. November 1982 in Ahvaz) ist ein iranischer ehemaliger Fußballspieler.

## Karriere
Mobali spielte in seiner Jugend für den iranischen Klub Foolad Ahvaz. Dort kam er im Jahr 2000 in die erste Mannschaft, die in der ersten Liga spielte. Anfang 2003 wurde er für ein halbes Jahr an Niroye Zamini FC in die zweite Liga ausgeliehen. Nach seiner Rückkehr wurde er bald zur Stammkraft und gewann im Jahr 2005 seine erste Meisterschaft.
Anschließend wechselte Mobali in die Vereinigten Arabischen Emirate und schloss sich dort al Shabab an. Dort konnte er im Jahr 2008 seine zweite Meisterschaft gewinnen. Nach der Meisterschaft wechselte er zu Ligakonkurrent al-Wasl.
Im Jahr 2010 kehrte er in den Iran zurück, wo er zunächst für Esteghlal Teheran spielte. Dort erreichte er die Vizemeisterschaft 2011 und wechselte anschließend nochmals in die Emirate. Nach einer Spielzeit für Sharjah FC, in der er neunmal zum Einsatz kam, schloss er sich im Jahr 2012 Paykan Teheran an. Mit dem Klub stieg er am Ende der Saison 2012/13 ab und wechselte zu Esteghlal Khuzestan. Ein Jahr später schloss er sich Naft Teheran an. Dort gewann er im Jahr 2017 den iranischen Pokal.

### Iranische Nationalmannschaft
Mobali wurde erstmals am 24. Februar 2004 in das Aufgebot der iranischen Nationalmannschaft berufen.
Er nahm an der Weltmeisterschaft 2006 in Deutschland teil.

### Erfolge

#### Im Verein
- Iranischer Meister: 2005 (mit Foolad Ahvaz)
- Meister der Vereinigten Arabischen Emirate: 2008 (mit al Shabab)

#### Mit der Nationalmannschaft
- 2004 Fußball-Westasienmeisterschaft im Iran – Westasienmeister
- 2004 Fußball-Asienmeisterschaft in China – Dritter Platz
- 2006 Fußball-Weltmeisterschaft in Deutschland – Vorrunde